# Día Europeo de las Lenguas
El 26 de septiembre es el Día Europeo de las Lenguas, según proclamó el Consejo de Europa con el apoyo de la Unión Europea el 6 de diciembre de 2001. Su principal objetivo es fomentar el aprendizaje de idiomas en toda Europa en personas de cualquier edad, tanto en jóvenes, pasando por adultos y terminando en ancianos. Además, los especializados facilitan el acceso a los diversos sistemas de aprendizaje.
De acuerdo con una encuesta realizada en febrero de 2006, el 56 % de los ciudadanos de la Unión Europea (25 Estados miembros) hablan un idioma distinto de su lengua materna, pero el 44 %  admite solo el aprendizaje, uso y conocimiento del idioma nativo. El 38 % de los ciudadanos de la Unión Europea indican que saben inglés, seguido por el 14 % que dominan el idioma alemán y francés. El típico europeo multilingüe suele ser un estudiante o un titular de un cargo directivo.
La Unión Europea invierte 30 millones de euros al año  para promover el aprendizaje de idiomas y la diversidad lingüística, a través de los programas  Sócrates y Leonardo DaVinci, una política que comenzó en 1990 con el programa Lingua.

## Multilingüismo
La estrategia a escala de la UE para mejorar el aprendizaje de idiomas se establece en la Recomendación del Consejo relativa a un enfoque global de la enseñanza y el aprendizaje de idiomas, tratando de impulsar el aprendizaje de idiomas al final de la educación obligatoria, ayudando a todos los jóvenes a adquirir competencias en al menos otra lengua europea además de la lengua o lenguas de su escolarización.
Así mismo, se propone fomentar la adquisición de una tercera lengua adicional hasta un nivel que permita interactuar con un grado de fluidez medido con respecto al Marco Común Europeo de Referencia para las Lenguas (MCER) del Consejo de Europa.
De este modo, la política de la Unión Europea propone que todos los ciudadanos deberían hablar su lengua materna, un idioma vecino y un tercer idioma internacional. Para la mayoría, este idioma internacional es el inglés, pero no se especifica cual ha de ser.